# 东方胡蜂
东方胡蜂（Vespa orientalis）是一种胡蜂属 （页面存档备份，存于）（Vespa）胡蜂，外形与黄边胡蜂相似，不会与金环胡蜂混淆。
其种加词“orientalis”意为“东方的”。
蜂后长度为25至35毫米，雄蜂和工蜂要小一些。
雄蜂的触须为13节，雌蜂通常为12节。

## 分类学
东方胡蜂有以下几种颜色型：
Vespa orientalis orientalis 指名颜色型
Vespa orientalis somalica 索马里颜色型
索马里颜色型的胸部和腹部颜色比指名颜色型更暗

## 分布

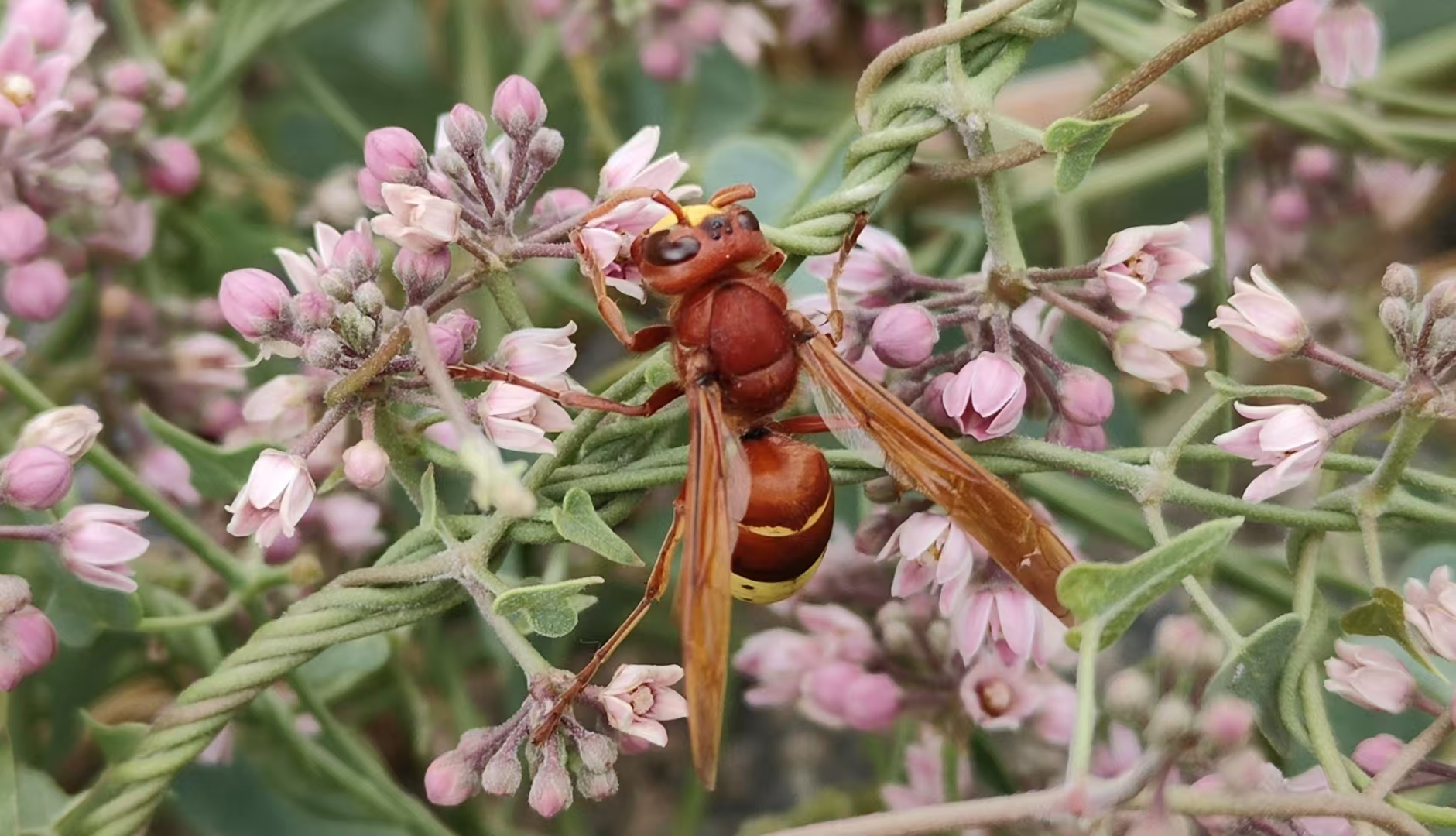
Vespa orientalis from Xinjiang, China, photo taken by Ziyang Ni

东方胡蜂通常在地中海地区被发现，也可以在马达加斯加、阿联酋和印度被发现。然而，由于人类引入，它的栖息地已开始蔓延到南美到墨西哥。
指名颜色型广泛分布在西到北非、南欧如意大利，希腊，东到中国新疆
索马里颜色型分布于沙特阿拉伯，也门和索马里

## 筑巢
东方胡蜂是典型的地栖胡蜂，与金环胡蜂相似。
它们一般会筑巢在土中，或者岩石缝隙或墙壁缝隙中。在埃及，有人目击到东方胡蜂在空置的蜜蜂蜂箱内筑巢。

## 食性
东方胡蜂成虫主要吸食花蜜，或者以蜂蜜和水果为食。因此东方胡蜂成虫经常在葡萄和其他水果上集聚，对水果种植业有一定的危害性。
而由于东方胡蜂幼虫为肉食性，故东方胡蜂经常捕猎蜜蜂。东方胡蜂经常光顾养蜂场，且在蜜蜂蜂箱前悬停或在蜂箱起落平台上爬行以伺机捕猎落单的蜜蜂。一旦有大群东方胡蜂袭击蜜蜂群落，蜜蜂往往会弃巢逃跑。